# Col de la Nugère
Le col de la Nugère est un col situé dans le Massif central en France. Il se trouve dans le département du Puy-de-Dôme, à une altitude de 875 mètres.

## Géographie
Le col traverse la partie nord du parc naturel régional des Volcans d'Auvergne et se situe parallèlement au col des Goules, plus au sud. Le col se trouve à proximité du puy de Jumes.

### Montée ouest depuis Saint-Ours
La montée ouest depuis Saint-Ours est longue de sept kilomètres et présente une pente moyenne de seulement 1 %. Les deux premiers kilomètres, qui mènent au village de Le Bouchet, ont une pente moyenne de 3,5 %, avant que la route ne s'aplatisse considérablement en entrant dans la zone boisée. Le véritable point culminant du col est atteint deux kilomètres et demi avant le sommet, suivi d'un kilomètre en descente puis d'un autre légèrement montant.

### Montée est depuis Volvic
La montée est depuis Volvic est nettement plus exigeante, avec une pente moyenne de 7 % sur une longueur de six kilomètres. À l'intersection entre la D 986 et la D 15, la route commence à monter et atteint des pourcentages de pente de plus de 10 % sur le premier kilomètre. Au croisement vers Tourtoule, la pente diminue quelque peu et continue vers le col avec environ 7 %, bien que l'avant-dernier kilomètre, qui commence à l'intersection avec la D 943, soit nettement plus plat avec une pente de 4,5 %.

## Tour de France
En 1971, lors de la 8e étape, le Tour de France a gravi partiellement la montée est du col de la Nugère, avec le point de montagne marqué à l'auberge du Cratère. Les coureurs ont viré à gauche sur la D 943, traversant un plateau jusqu'à Chamalières. Le col de la Nugère n'a pas été atteint lors de cette étape.
En 2023, lors de la 9e étape, le Tour de France passe pour la première fois par ce col. Cette fois, les cyclistes empruntent la montée ouest, bien que non répertoriée au classement de la montagne.